# Geschichte des Wienerwalds
Die Geschichte der Wienerwalds behandelt die Geschichte der niederösterreichischen Region Wienerwald.

## Erdgeschichtliche Zeiten

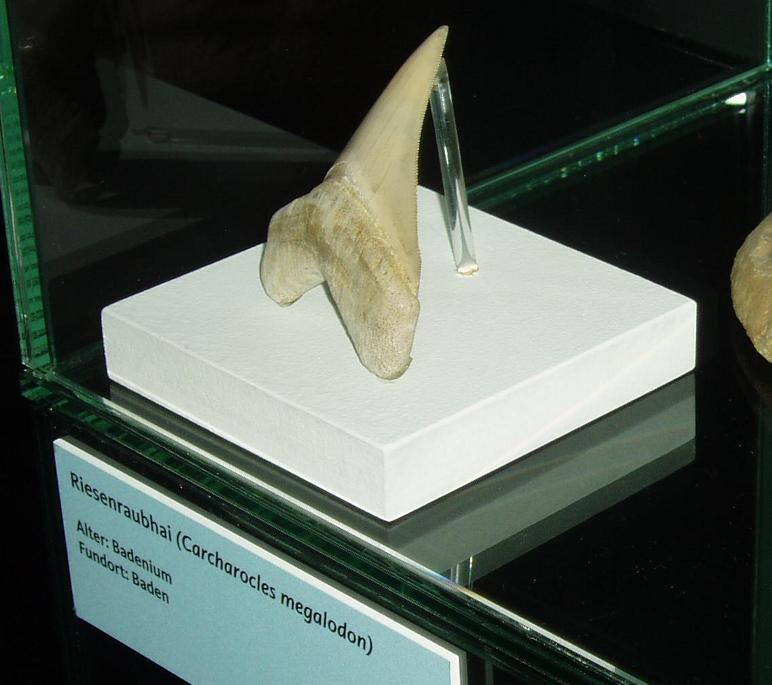
Zahn eines Riesenhais aus Baden

Von der späten Jura über die Kreide bis zum Eozän- also dem Zeitraum von vor etwa 150 bis 50 Millionen Jahren, nach dem Auseinanderbrechen des Superkontinents Pangaea, war der Wienerwald Teil der Tethys bzw. dessen europäischer Randzone der westlichen Paratethys. Zu dieser Zeit bildete sich im Norden die Sandstein- und Flyschzone und im Süden und Westen stiegen allmählich – aufgrund der Kollision der afrikanischen mit der europäischen Platte – die nördlichen Kalkalpen aus dem Meer. Die Berge des Wienerwaldes wie etwa der Peilstein oder der Buchberg bei Alland, bildeten also bis vor 50 Millionen Jahren Untiefen dieses Ur-Ozeans, weshalb man auch jetzt noch maritime Fossilien wie Ammoniten, Muscheln, Haizähne und Schnecken im Gestein findet.

## Frühzeit und Antike
In der Jungsteinzeit mit ihrer Bandkeramikkultur hatte sich hier bereits 5000 v. Chr. (und damit bis zu 2000 Jahre vor dem Rest von Europa) die sesshafte Lebensweise durchgesetzt. Die Bernsteinstraße brachte Erzeugnisse von Nord- und Südeuropa in das Gebiet der Flüsse Liesing, Schwechat und Triesting.
Um 200 v. Chr. schlossen sich unter der Führung der Noriker und dem Einfluss der Römer dreizehn Stämme zur ersten und einzigen keltischen Staatsgründung zusammen. Der Wienerwald war damit Teil des Königreichs von Noricum. Die Hauptstadt des Regnum Noricum war Noreia, dessen genaue Lage man in der Gegend um Neumarkt in der Steiermark oder im kärntnerischen Sankt Veit an der Glan vermutet. Um 8 v. Chr. wurde der Wienerwald Teil der Balkanprovinz Illyricum des Römischen Reiches.
Um 10 n. Chr. wurde das Gebiet unter Augustus der neu geschaffenen, eigenständigen Provinz Pannonia zugeschlagen. Die Westgrenze zur römischen Provinz Noricum verlief in den folgenden Jahrhunderten entlang der Wasserscheide des Wienerwaldes, der in der Antike zusammen mit den südlich anschließenden Gebirgszügen als Cetius mons bezeichnet wurde. Der Statthaltersitz des ungeteilten Pannoniens bleibt im Dunkeln, doch gibt es Präferenzen für Poetovio. Im Jahr 103 oder 106, unter Kaiser Trajan, kam das Gebiet im Zuge der Teilung Pannoniens zu Oberpannonien (Pannonia superior) mit dem Zentrum in Carnuntum, das 120 Munizipialstatut erlangte. Um 200 gründete Septimius Severus Vindobona (Wien), das 212 unter Caracalla Munizipium wurde. Aquae, das heutige Baden, erlangte als Militärkurort der Garnisonen Vindobona und Carnuntum Bedeutung. Um 300, durch die Verwaltungsreform Diokletians, gab es schließlich vier Provinzteile: Pannonia prima, Pannonia secunda, Savia und Valeria.
Im Jahre 330 siedelte Kaiser Konstantin Vandalen in Pannonien an. 378 siedelten sich Alanen, Goten und wohl auch einige Hunnen als Föderaten – als Folge der Niederlage der Römer bei Adrianopel – im heutigen Wienerwald an. Ab 410 beherrschten die Hunnen das Land. Mit dem Donaulimes brach schließlich auch die römische Verwaltung im Laufe des 5. Jahrhunderts zusammen. Pannonia prima musste 433 aufgegeben werden. Aëtius, Feldherr Westroms, überließ das Gebiet offiziell dem Hunnenfürsten Rua. In der Folge besiedelten Markomannen unter hunnischer Herrschaft das Land um Alland. 451 zog der Hunnenkönig Attila mit seinem Heer auf dem Weg zu seiner Niederlage auf den Katalaunischen Feldern durch Pannonien.
Um 454 erhielten die Ostgoten von Kaiser Markian Gebiete im Wienerwald nach der Schlacht am Nedao (Leitha). Etwa 472 zogen die Ostgoten Richtung Westen ab. Die Völkerwanderung brachte Skiren, Heruler, Rugier und Sueben in den Wienerwald.

## Mittelalter
Um 493 waren Teile Pannoniens allerdings wieder unter der Herrschaft der Ostgoten unter König Theoderich, die von den Langobarden unter König Wacho auf die Apenninhalbinsel gedrängt wurden, die ihrerseits wieder 568 von den Franken und Awaren geschlagen wurden.
Bis 660 konnten die Bayern ihren Einflussbereich bis in den Wienerwald ausdehnen, wurden aber ständig durch Awareneinfälle bedroht. So war der Wienerwald zeitweise Teil des Awarischen Reiches, dessen Spuren bis nach Oberösterreich nachzuweisen sind.
Bereits im 8. Jahrhundert gab es in Alland, nach der Überlieferung, eine Holzkirche, die im 11. Jahrhundert in Stein gebaut wurde.
788 wurden die Baiern endgültig dem Reich des fränkischen Kaisers Karl des Großen einverleibt und im heutigen Niederösterreich die Awarenmark (ab 856 Marchia Orientalis) als Grenzmark gegen die Awaren errichtet. Der letzte bayerische Stammesherzog Tassilo III., der sein Lehen 757 von Pippin dem Jüngeren bekommen hatte, versuchte vergeblich, die Eigenständigkeit durch ein Bündnis mit den Langobarden zu retten. Karlmann, der Urenkel Karls des Großen, gründete in Baden eine Pfalz. Im fränkischen Reich gab es keine ständige Hauptstadt, sondern die Herrscher zogen durch das Land. Dafür gab es Pfalzen, in denen ein Verwalter das ganze Jahr Vorräte sammelte, um dann für einige Wochen den Herrscher und sein Gefolge verpflegen zu können. Aufgrund einer Urkunde ist gesichert, dass Karlmann im Jahr 869 in der Pfalz Padun einen Gerichtstag abhielt. Padun ist die althochdeutsche Form des heutigen Ortsnamens für Baden.
Nach der Schlacht von Pressburg gegen die Ungarn im Sommer 907 wurde die Grenze des ab 920 dann Regnum francorum orientalium genannten Ostfrankenreiches bis an die Enns zurückgenommen und der Wienerwald einmal mehr Teil eines Reiches mit Zentrum östlich davon, dem Ungarnreich.
Der ostfränkische König Otto I. bannte 955 in der Schlacht auf dem Lechfeld bei Augsburg für immer die Bedrohung durch die Ungarn, die danach sesshaft wurden. Auf frühe slawische Besiedlung des Wienerwaldes deuten noch heute Ortsnamen wie Döbling, Liesing, Nöstach oder Gablitz hin.
Damit wurde aber auch die wieder gewonnene Markgrafschaft marchia orientalis des (fränkisch beherrschten) Herzogtums Bayern frei für neue Siedlungstätigkeiten. 976 wurde Liutpold (Leopold I.) aus dem Geschlecht der Babenberger mit dieser Mark belehnt, die dieser bis 1000 um den Wienerwald und einen zehn bis 20 Kilometer breiten Streifen nördlich der Donau bis zur March erweiterte. Im Jahre 996 wurde die östliche Grenzmark der Babenberger erstmals urkundlich Ostarrichi genannt.
Am 1. November 1002 schenkte Heinrich II. der Heilige, König des Regnum Teutonicorum und späterer Kaiser des Heiligen Römischen Reichs, dem Sohn Luitpolds Markgraf Heinrich I. große Teile des heutigen Wienerwaldes. Das war ein damals übliches Mittel zur Stärkung der mittelalterlichen Landesfürsten.
Durch diese Schenkung wurde der Grundstein zu den ausgedehnten Besitzungen der österreichischen Markgrafen und Herzöge bis zur k.u.k. Monarchie gelegt, woraus wiederum die heutigen öffentlichen Wälder von Bund und Gemeinden entstanden.

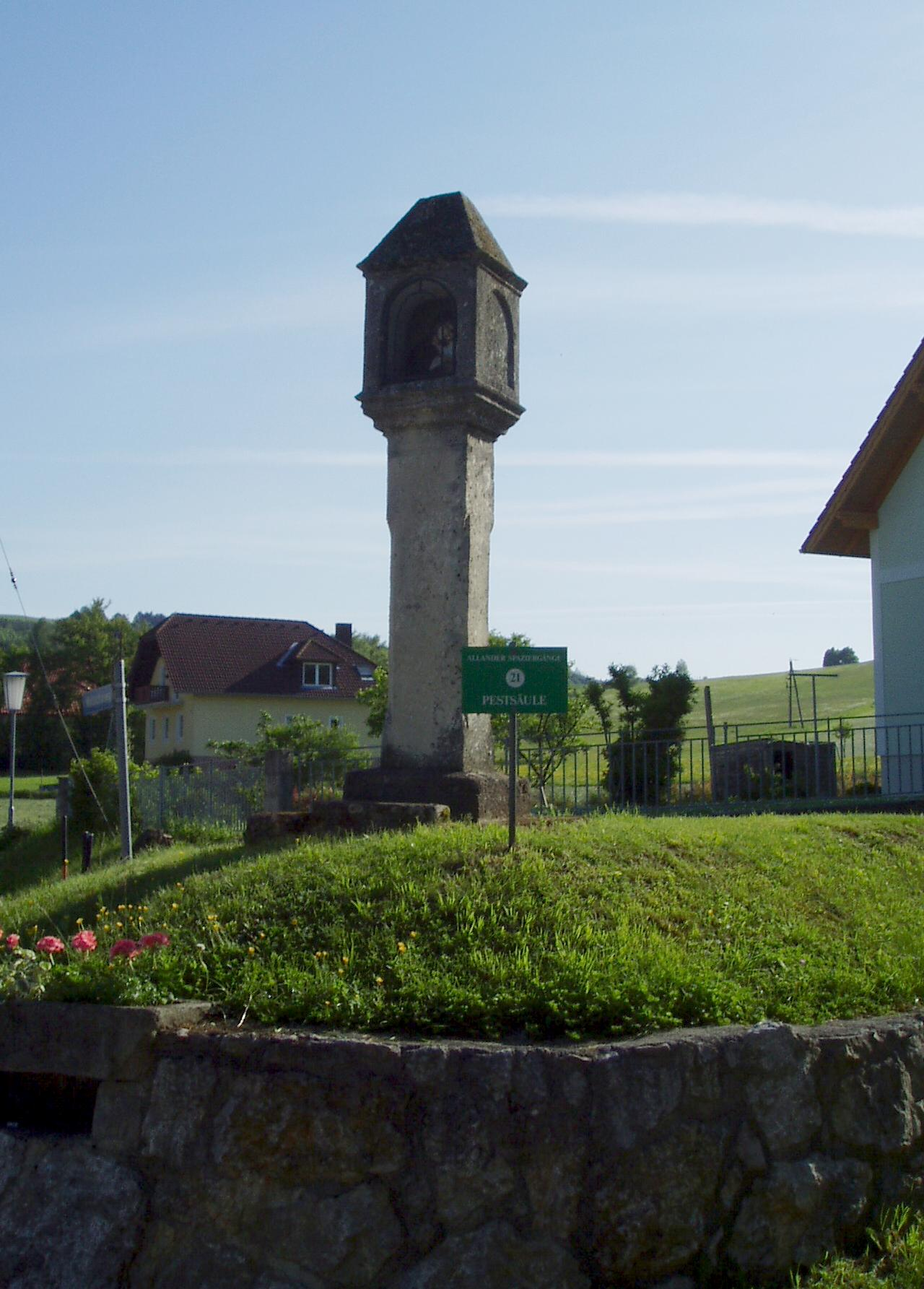
Pestsäule mit Massengrab in Alland

Im Zuge der Kolonisierung des dem Bistum Passau zugeordneten Gebiets entstanden im 12. Jahrhundert an strategisch wichtigen Orten an dessen Ostgrenze, wie dem Eingang zum Helenental, die Burg Rauheneck, oder an der Donau die Burg Greifenstein. Die Burgherren finanzierten ihre Grenzsicherungsaufgabe gegen die von Ungarn und Böhmen ausgehende Bedrohung durch den Zehent, Frondienst der Bevölkerung und Maut. Die Grenze zum Raubrittertum war oft fließend.
Markgraf Leopold III., der Heilige, verzichtete auf das germanische Eigenkirchenrecht über zwölf Pfarren und anerkannte das kanonische Recht und die Zehentherrlichkeit des Bischofs. Er gründete im Jahr 1133 im Sattelbachtal das Zisterzienserkloster Stift Heiligenkreuz.
Im Jahr 1249 brachte Gertrud, die letzte Titular-Herzogin aus dem Hause der Babenberger in Alland „im Gebirge“ Friedrich I. von Baden zur Welt.
Um 1348 erreichte die Pest erstmals die Linie Nöstach-Alland-Pressbaum-Greifenstein und halbierte die ansässige Bevölkerung. Ein 10–20 km breiter Streifen westlich dieser Linie war mindestens bis 1400 weiterhin unbewohnt.

## Neuzeit

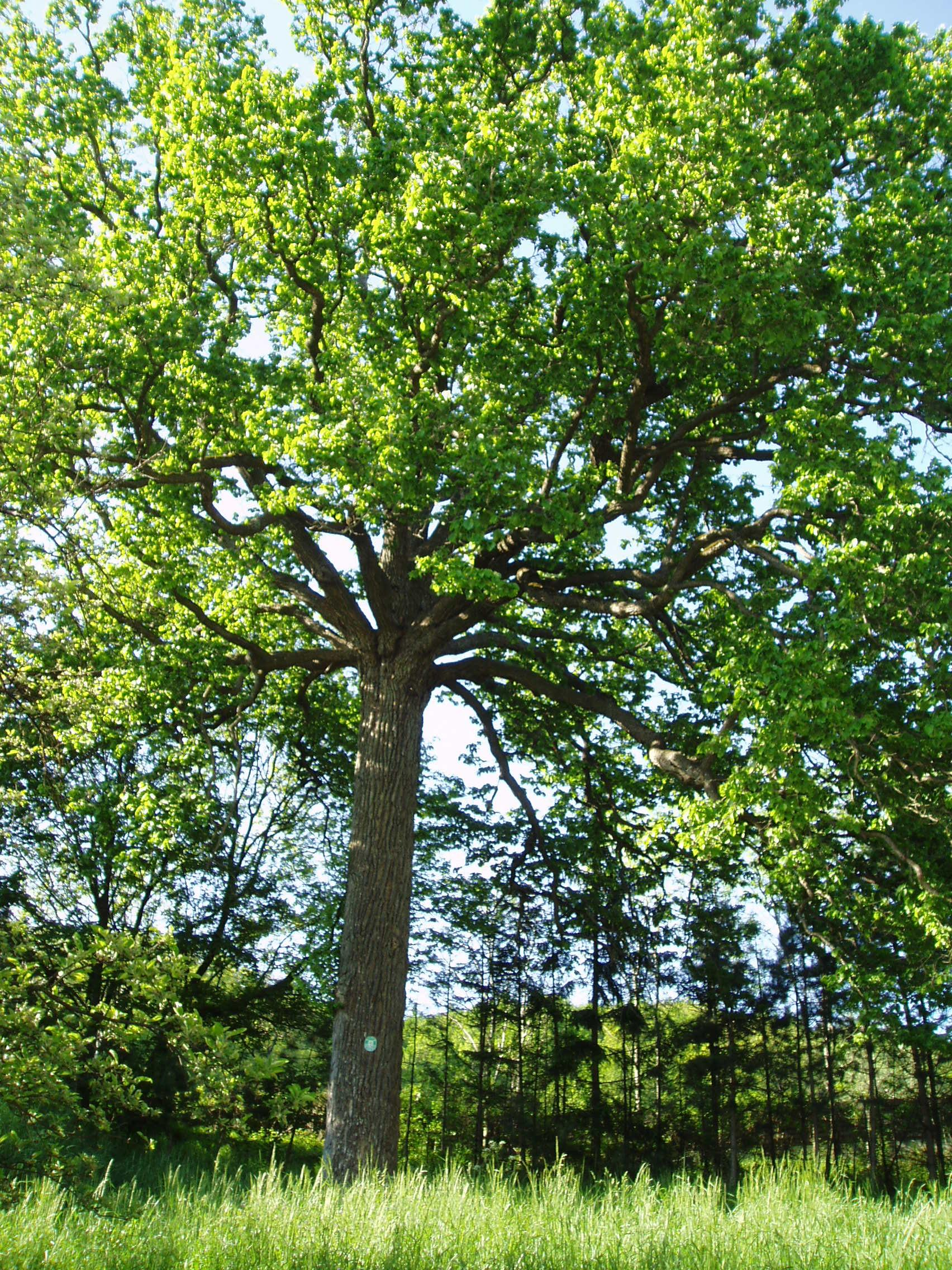
Allander Türkenhasel; das 450 Jahre alte Naturdenkmal erinnert an ein Gemetzel während der Türkenkriege

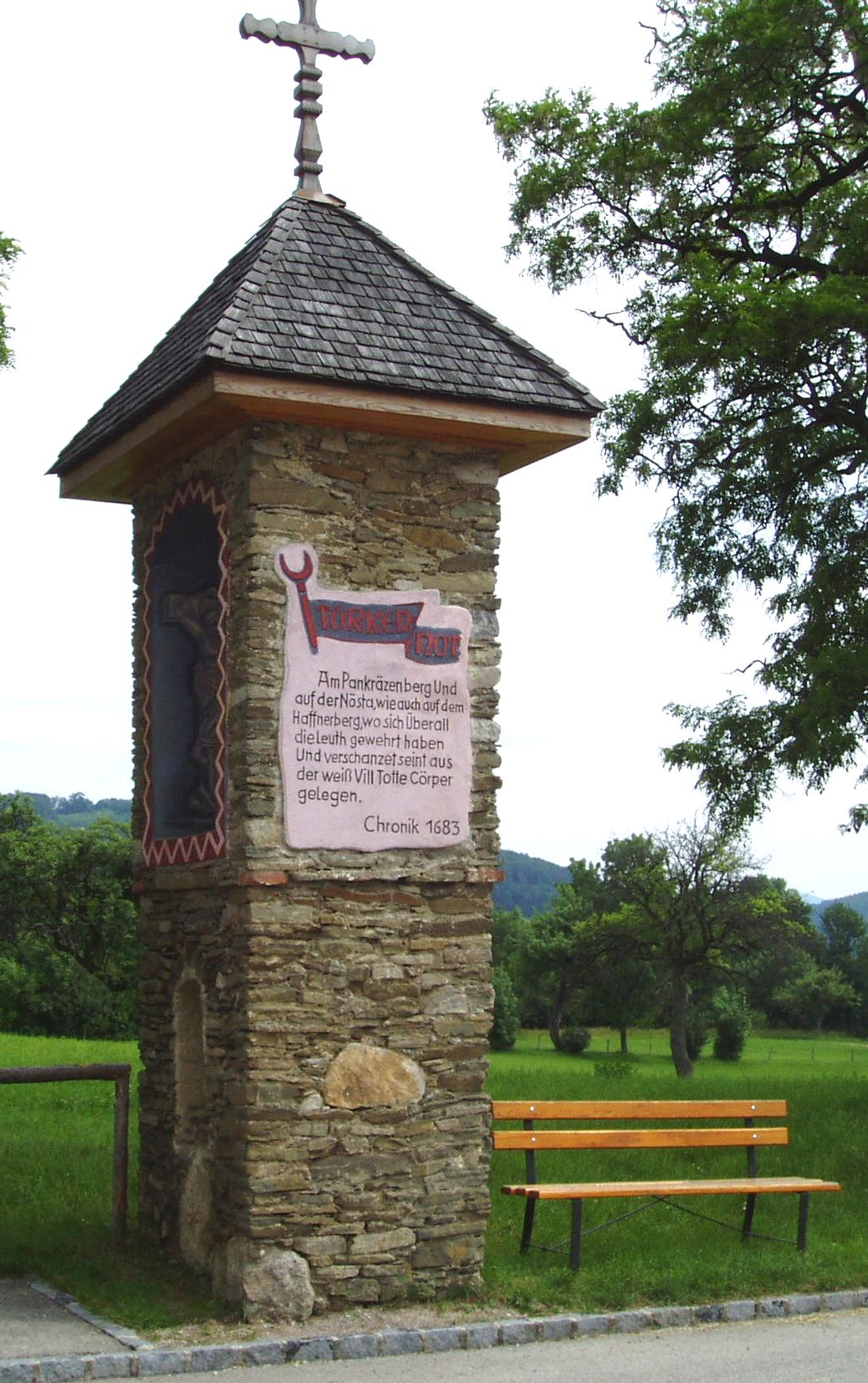
Türkennot am Pankraziberg bei Nöstach

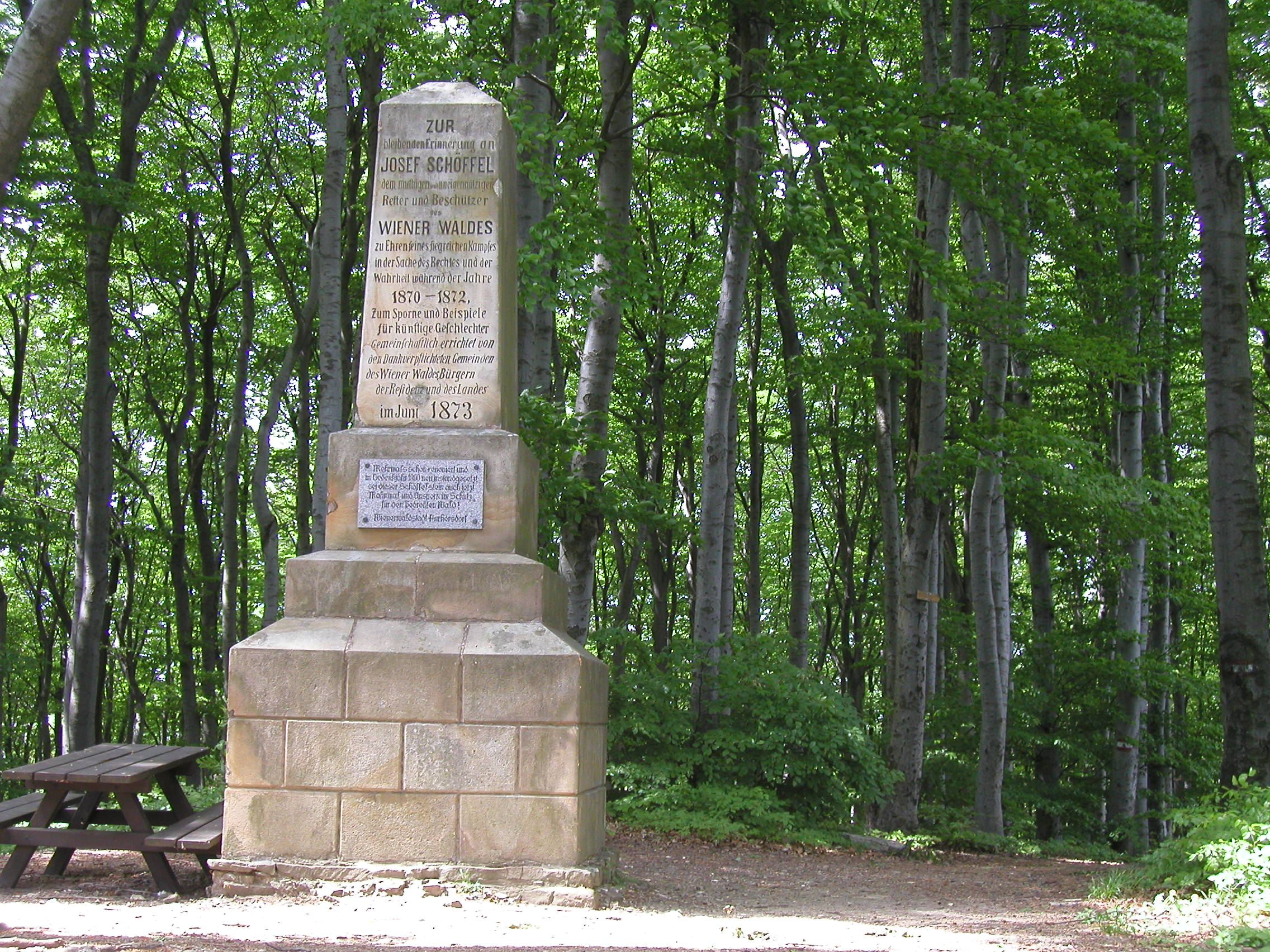
Josef Schöffel–Gedenkstein im Wienerwald

Der Wienerwald in der frühen Neuzeit war landesfürstliches Jagdrevier, ab dem 16. Jahrhundert wurde auch die Holzwirtschaft wichtig, und es wurden Holzfällerfamilien aus den Alpenregionen der habsburgischen Lande in bis dahin unbewohnten Teilen des Wienerwalds angesiedelt, die aber 1529 bei der Ersten Wiener Türkenbelagerung gleich wieder weitgehend ausgerottet wurden. Wien hatte zu dieser Zeit rund 20.000 Einwohner.
Um 1600, zu Beginn der Gegenreformation, bildeten sich lutherische Enklaven wie Schwarzensee und Neuhaus im ansonsten wieder katholisch geprägten Wienerwald.
Von 1684 bis 1694, nach neuerlichen Massakern im Zuge der Zweiten Wiener Türkenbelagerung 1683 vor allem durch umherstreifende Tataren und irreguläre Akıncı, kam es zu einer zweiten Besiedelungswelle von Köhlern, Holzknechten und Bauern aus der Steiermark, dem Salzkammergut, Oberösterreich, Tirol, Bayern und Schwaben etwa in St. Corona am Schöpfl, Klausen-Leopoldsdorf, Hochstraß und Pressbaum.
Die Zeit der Aufklärung hat sich im Wienerwald in der Regierungszeit Maria Theresias (1740–1780) und vor allem der ihres Sohnes Joseph II. (1780–1790) in der Einführung der Schulpflicht (in der Regel wurden vierklassige Volksschulen gegründet) und Auflassung vieler Klöster (wie Klein-Mariazell) bemerkbar gemacht.
Nach dem Schock der Französischen Revolution waren diese Ansätze aber schnell eingefroren: Josephs Neffe Franz II. trieb eine geradezu starrköpfige Reaktionspolitik, die auch vor allem mit dem Namen des Staatskanzlers Metternich verbunden ist. Diese politische und gesellschaftliche Stagnation des Biedermeiers dauerte bis zur Märzrevolution 1848 an.
Wie schon 1805 zogen 1809 Napoleonische Soldaten, diesmal zu den Schlachten bei Aspern und Wagram durch den Wienerwald.
Eine wichtige Einnahmequelle der Kleinbauern war die Pecherei, bei der den zahlreichen Föhren das Pech zur Herstellung von Lacken abgezapft wurde. Ab 1840 beschleunigte sich durch die stark steigende Nachfrage Wiens nach Holz, Kalk, Sand und Lebensmitteln auch die Besiedlung des Wienerwalds. Die Wasserkraft entlang der Flüsse ermöglichte die Ansiedlung von Mühlen, Schmieden, Manufakturen und später Industrien. Es entstanden Kalk und Gipsbrennereien, der umliegend abgebaut wurde. So entstand beispielsweise der Abbau von Gips in der Seegrotte als Düngemittel.
Infolge der Revolution von 1848 wurde die Grundherrschaft aufgehoben und damit endete die Herrschaft des kaiserlichen Waldamtes mit Sitz im Schloss Purkersdorf. Die einzelnen Gemeinden wurden ab 1850 selbständig, für forstliche Belange war weiterhin der Sitz in Purkersdorf und zwar in Form des k. u. k. Forstärars, des Vorläufers der Österreichischen Bundesforste.
Um 1870, nicht zuletzt wegen großer Überschuldung der habsburgischen Finanzen, gab es Pläne, den Waldbestand großteils zu roden. Entsprechende Verträge waren bereits unterschrieben. Dies führte zu Widerstand in der Öffentlichkeit. Besondere Verdienste um die Rettung des Wienerwaldes erwarb sich Josef Schöffel durch seinen publizistischen Kampf gegen die Abholzung.
1868 wurde von Johann Strauß der Walzer Geschichten aus dem Wienerwald geschrieben, ungefähr zu dieser Zeit begann der Wienerwald als Tourismusziel entdeckt zu werden.
Im Fin de Siècle kam es vor allem im Triestingtal und entlang der Thermenlinie zu industriellen und gesellschaftlichen Aufschwung. Die Wiener Gesellschaft ging auf Sommerfrische in den Wienerwald, es entstanden zahlreiche Villenbauten entlang der West- und Südbahn aber auch beispielsweise in Neuhaus oberhalb des Triestingtals.
Ende des 19. Jahrhunderts gab es im Wienerwald, der von der Eisenbahn nur sehr großräumig erschlossen wurde, zahlreiche Projekte, auch ein engmaschigeres Netz von Eisenbahnen zu bauen. So war beispielsweise geplant, eine Bahn von Rekawinkel im Norden nach Hainfeld im Süden zu bauen. Betrieben wurde das Projekt bereits ab 1887 von der Vereinigten Eisenbahnbau- und Betriebsgesellschaft, einem Hauptmann Rudolf Bohm und den Anrainergemeinden. Auch der ÖTK hatte Interesse, da am Schöpfl 1906 das Schutzhaus eröffnet wurde und man sich so mehr Gäste erwartete. Auch militärisch wurde das Projekt als wichtig eingestuft und man wollte die Bahn sogar bis Tulln an der Donau verlängern. Zwanzig Jahre lang wurde das Projekt weiterverfolgt, doch 1907 war für das Projekt endgültig das Aus durch verschiedene wieder entzogene Genehmigungen und Konzessionen.

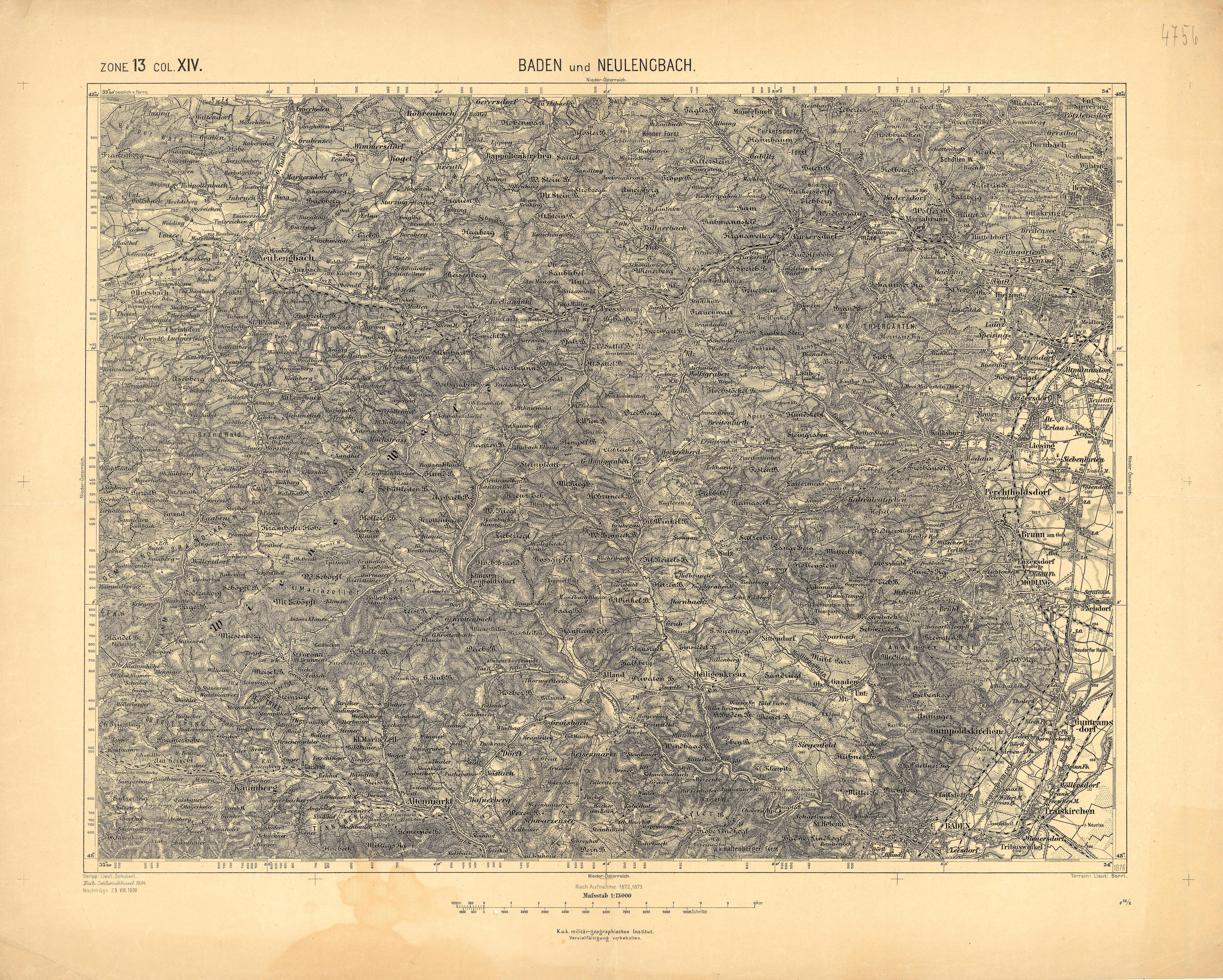
Der südliche Wienerwald Ende des 19. Jahrhunderts (Spezialkarte 1:75.000 der Landesaufnahme)

Aber auch andere Projekte wurden betrieben. So wollten die Wiener Lokalbahnen eine Bahn durch das Helenental nach Alland. Übriggeblieben von diesen Projekten sind nur die Lokalbahn Mödling–Hinterbrühl und die Kaltenleutgebner Bahn, die auch wirklich gebaut wurden.
Verkehrsverbindungen im Wienerwald stehen durch Postbusse zur Verfügung.

## Zeitgeschichte
Im Frühling 1945 wurde der Wienerwald zum Kampfgebiet zwischen den Resten der Heeresgruppe Süd und der 3. Ukrainischen Front der Sowjetunion in der Schlussphase des Zweiten Weltkriegs.
In den späten 1950er Jahren befand sich im Zuge des Autobahnbaues die größte Baustelle Österreichs bei Hochstraß. Es befanden sich gleichzeitig bis zu 3.000 Bauarbeiter auf der Baustelle der Westautobahn A1.
Im Jahre 1987 unterzeichneten die Landeshauptleute von Wien, Niederösterreich und dem Burgenland die sogenannte Wienerwald-Deklaration zum Schutz des Wienerwaldes. Außerdem wurde der Wienerwald im Juni 2005 durch Unterschutzstellung durch die UNESCO zum Biosphärenpark erklärt.